# Joe Morolong
Joe Morolong es un municipio local sudafricano situado en el distrito de John Taolo Gaetsewe, en la provincia de Cabo Septentrional.

## Superficie
Joe Morolong tiene una superficie de 20 180 km².

## Demografía
En 2022, tenía 125 420 habitantes, una densidad poblacional de 6,21 hab./km², y 26 537 viviendas.